# Интелигенција
Интелигенција или интелект (лат. intellectus) јесте ментална особина која се састоји од више способности: учење из искуства, адаптирање на нове ситуације, схватање и разумијевање нових ситуација и коришћења стеченог знања у интеракцији са окружењем.
Различити истраживачи су наглашавали различите аспекте интелигенције у њиховим дефиницијама. На симпозијуму америчких психолога 1921. године, Луис M. Терман и Едвард Л. Торндик су поставили различите дефиниције за интелигенцију. По Терману најзначајнији вид интелигенције је способност за апстрактно размишљање, док је Торндик истицао способност за учење и способност за давање адекватних одговора на различита питања, као најзначајније видове интелигенције. У скорије вријеме већина психолога се слаже да је способност адаптације у окружење кључна тачка за разумијевање и давање одговора на питање као што је: Шта се подразумијева под интелигенцијом? Адаптација се може дешавати у различитим облицима: студент учи у школи градиво који мора да научи да би прошао разред или годину; доктор лијечи пацијента са њему непознатим симптомима и учи нове ствари о обољењу које није довољно, или није уопште дотада познавао; или, вајар прерађује скулптуру с циљем успјешнијег представљања замишљене идеје. Већим дијелом, адаптација укључује промјене у самом себи с циљем уклапања у окружење, али такође може да значи капацитет за промјену окружења, па и проналажење новог окружења, у које ће се индивидуа боље уклопити.
Успјешна адаптација се базира на когнитивним процесима, као што су: перцепција, учење, памћење, расуђивање и рјешавање проблема.

## Теорије интелигенције
Теорије интелигенције, као што је случај са многим научним теоријама, су настајале из више скупова модела интелигенције. Четири од најутицајнијих парадигми за разумијевање и истраживање на пољу интелигенције су: психометрија; когнитивна психологија, која се бави процесима преко којих функционише ум; когнитивизам и контекстуализам, комбинована истраживања интеракције између окружења и менталних процеса индивидуе; и биолошке науке, које се баве студијом централног нервног система као физичке основе интелигенције..

## Психометрија
Психометријске теорије се базирају на статистичким моделима који представљају интелигенцију као мјешавину резултата способности измјерених тестовима интелигенције. Такав модел је могуће квантификовати. Тестови у серији могу представљати вриједносну сложеницу броја урађених тестова, расуђивање, и менталне способности за сложене серије. Математички модели омогућавају да слаби резултати у једној области, буду компензовани јако добрим резултатима у другим областима урађеног теста. На тај начин, већа способност у расуђивању може компензовати слабу способност у аритметици, као примјер.

## Когнитивне теорије
Међу многим когнитивним приступима интелигенцији стоји претпоставка по којој се под интелигенцијом подразумијевају менталне представе информација (као што су представе о концептима или слике) и процеси који се дешавају на основу тих информација. Сматра се да интелигентнија особа има јаснију представу перципиране информације и реагује брже у рјешавању ситуација и проблема на основу тих информација. Истраживачи су покушавали да измјере брзину више врста размишљања, користећи математички модел, односно дијелећи свеукупно вријеме неопходно за одређени задатак са саставним дијеловима времена неопходним за извршавање сваког од менталних процеса неопходних за његово обављање. У овим покушајима се углавном подразумијева да се ти процеси одвијају серијски, односно када се заврши један процес покреће се сљедећи, и да је вријеме које се користи за њихово извршавање адитивне природе. Ипак, постоје и другачије тезе, односно теза паралелног процесовања, по којој се цјелокупни процес одвија паралелно извршавањем више од једног процеса у исто вријеме.

## Интелигенција и доба
Тек нешто мање од 50% појединаца има мање-више константан IQ од ране доби до адолесценције, а остали показују знатне осцилације. Знатно је виша стабилност вербалног IQ у односу на невербални IQ.
Из података се могу извући две правилности:
- што мање времена протекне између тестирања, то су резултати на тестовима интелигенције повезанији,
- што су деца старија, то резултати унутар истог временског интервала показују већу повезаност

Постоји изразита појава снажног погоршања успеха на тестовима интелигенције и неком мерама понашања отприлике 5 година пре смрти - „завршни пад“. Флуидна интелигенција (GF) пада већ после 25. године и то не само у тестовима брзине него и снаге. Мере кристализоване интелигенције (GC) показују у функцији доби отприлике исти темпо пораста као што је то пад GF.

## Интелигенција и учење
По неким дефиницијама интелигенција је детерминисана брзином учења и/или завршним степеном сложености наученог, посебно код интелигенције животиња. Учење омогућује развој интелигенције, а интелигенција олакшава учење. Реч је о динамичком процесу међусобног појачавања или слабљења, а не узрочно последичном односу. Квоцијент интелигенције није мера тренутачне способности за учење, него математичка тврдња о темпу којим ће се с временом мењати способност за учење по једним теоријама, а по другима IQ представља тренутачну меру способности за учење. Хронолошко доба није у корелацији са учењем, па је могуће експериментално варирати IQ и ментално доба. Код вербалног учења, ако није дошло до рестрикције распона у зависној променљивој (тежина задатка) или независној променљивој (IQ), нађене су значајне корелације између интелигенције и учења.
Интелигенција високо корелира с учењем на почетку учења, а кад нека операција постане аутоматизована, IQ више не игра значајну улогу. Распон памћења унапред, а још више уназад, има значајне везе са г-фактором интелигенције; оба констракта зависе од ефикасности радног памћења.
Интелигенција и учење корелирају то више што је:
- сложеније оно што треба научити, а чак је нађена блага негативна корелација између механичког учења једноставних задатака и IQ високоинтелигентних особа
- већа смисленост материјала, тј. кад постоји могућност трансфера учења
- време учења ограниченије
- учење више у вези с матурацијом

Интелигентни људи брже стварају квалитетне асоцијације које су темељи сваког учења. Интелигентнији имају боље стратегије учења, мнемотехнике и базу података, па им веће стечено знање омогућује боље когнитивно функционисање. Интелигентнији боље разликују битне од небитних информација.
Међу децом с тешкоћама у учењу у школама су ¾ мушкарци - код жена долази до пада свеукупних способности па се раније уоче. У основној школи је корелација између школског успеха и интелигенције 0,5, али тај се коефицијент смањује како човек прелази у више разреде школовања.

## Околина - наслеђе и интелигенција
Нативисти приписују интелигенцију једино наслеђу (Спирман, Барт). Емпиристи кажу да се интелигенција формира искључиво због околинских утицаја.
Неоколински утицаји на интелигенцију:
- наслеђено (предвидљив допринос родитеља)
- урођено (дефинисано мутацијама и сегрегацијама у генима)
- конституционално (варијабилност у телесној грађи и функционисању)
- конгенитално (развој у матерници)

Најважнији подаци за истраживање доприноса околине и наслеђа потичу од: једнојајчаних близанаца (због једнаког генетичког кода) и усвојене деце (због нулте генетичке сличности с усвојитељима и њиховом биолошком децом).
Осиромашена околина производи непоправљиве штете на развој интелектуалног функционисања. Размножавање између блиских сродника доводи до пада квоцијента интелигенције (25% такве деце је тешко ментално ретардирано). Узроци менталне ретардације су углавном на рецесивним генима, а у блиском сродству је вероватније да ће се „наћи“. До 65% популацијске варијанце резултата на тестовима интелигенције (на Западу) се може приписати генетским факторима док до 40% варијанце приписује се околинском утицају. У раном детињству значајнији су утицаји околине.

## Пол и интелигенција
На однос пола и когнитивног функционисања делују доба (разлика у матурацији) и социо-економски статус.
Најзначајније разлике у тестовима интелигенције:
- у корист жена: вербално разумевање, вербална флуентност, социјална интелигенција и неки аспекти памћења,
- у корист мушкараца: социјална способност, нумеричко резоновање и механичке информације.

Постоје две различите спацијалне способности: визуализација и оријентација. Визуализација је способност менталне манипулације сликовно задатог подражаја. Оријентација је схватање распореда елемената унутар визуелног склопа и способност задржавања оријентације при промени просторне конфигурације. Оба процеса захтевају паралелно процесовање и боље иду мушкарцима. За социјализацијске аспекте разлика у когнитивним способностима значајна је и интеракција између матурације и социјализацијских поступака - девојчице као група раније се вербално развијају, а дечаци су генетски већи, јачи и активнији. Жене се формирају ослањајући се на вербално, односно социјално посредован приступ проблемима, а мање вежбају и развијају просторне вештине.
Постоје неколико линија размишљања које би подржале такву повезаност. Прво, како је већ наведено, претпостављено је да самопоштовање снажно доприноси самопроцењеној интелигенцији.
Жене и мушкарци показују одређене разлике у начинима одговарања - жене су нешто спорије и тачније, а мушкарци су нешто бржи на уштрб тачности. Постоје разлике у варијабилитету когнитивних способности у функцији пола - код мушкараца је нешто већи (има више високо интелигентних мушкараца, али зато има и више ретардираних).
У поређењу успешних жена са успешним мушкарцима у академским звањима:
- жене са докторатима су интелигентније од мушкараца с докторатима (женама потребан већи интелигентни капацитет за афирмацију у академским звањима)
- жене које су радикалније и које напуштају конзервативну улогу жене лакше успевају
- снага ега и воље је јача код мушкараца

Иако се на великим узорцима добијају статистички значајне разлике у појединим тестовима и факторима интелигенције, те разлике нису бројно велике и не допуштају генерализацију на појединачном нивоу, тако да се долази до закључка да не постоје неке битне или велике разлике у интелигенцији полова.

### Журнали и истраживачка удружења на пољу интелигенције
- The Journal Intelligence
- International Society for Intelligence Research